# Jacob Cats (kunstenaar)
Jacob Cats (Hamburg-Altona 11 juni 1741 - Amsterdam, 9 november 1799) was een Nederlands schilder, tekenaar en behangselfabrikant.
Jacob werd geboren als enige zoon van de Amsterdamse doopsgezinde boekhandelaar Johannes Cats (1699-1772) en diens tweede vrouw Elisabeth van Rhee. Johannes Cats had het land moeten verlaten wegens het uitgeven van een verzameling controversiële geestelijke liederen. Zoon Jacob werd geboren toen de familie Cats tijdelijk in Duitsland in Altona bij Hamburg verbleef, waar een grote doopsgezinde gemeente was. Nadat zijn vrouw was gestorven ging vader Johannes terug naar Amsterdam. Jacob was toen ongeveer twee jaar. In 1765 huwde Jacob Anna Hemme.
Na een tijdje te hebben gewerkt in de lakenhandel en een boekbinderij werkte hij voor de graveur Abraham Starre. Vervolgens kreeg hij tekenles van achtereenvolgens Pieter Louw en Gerard van Rossum en zou hij drie jaren in de behangselfabriek van Jan Hendrik Troost van Groenendoelen werken. Met hulp van zijn vermogende vrienden Johan Goll van Franckenstein, Johannes de Bosch en Willem Writs richtte hij een eigen behangselfabriek op, waar ook Egbert van Drielst werkte. 
Maar hij was in de eerste plaats tekenaar. Naast kopieën van enkele beroemde schilderijen, als De Nachtwacht van Rembrandt en de Schuttersmaaltijd van Bartholomeus van der Helst, tekende hij vooral veel landschapsvoorstellingen met mensen en dieren. Al gauw werd hij populair door onder meer zijn vermogen om figuren heel realistisch weer te geven en grote diepte in zijn tekeningen te scheppen. Toen de vraag naar beschilderd behang in de jaren tachtig afnam, legde Jacob Cats zich dan ook helemaal toe op de tekenkunst. Ook maakte hij aquarellen en enkele etsen, terwijl ook al snel tekeningen van zijn hand, w.o. historie-tekeningen, door anderen in prent werden gebracht. Door zijn inkomsten uit tekenlessen en de grote populariteit van zijn tekeningen kon hij zich uit de fabriek terugtrekken. Nadat al zijn kinderen jong waren gestorven overleed hij zelf in 1799.
Zijn nalatenschap, waaronder 182 kasteeltekeningen van Roeland Roghman, werd een jaar later verkocht. De grootste verzameling (topografische) tekeningen bevindt zich in het Stadsarchief Amsterdam maar ook de andere grote publieke collecties (museum Boijmans, Rijksmuseum, Teylers museum, Amsterdam Museum) bezitten veel werken van hem, evenals veel Duitse, Engelse en Amerikaanse publieke en particuliere verzamelingen. 

## Landschappen
Cats specialiseerde zich in 'pendants' (bijv. een zelfde landschap in zomer en winter), jaargetijden en maanden. Hij werkte veel in opdracht en werd meermalen gevraagd om levensechte topografische gezichten en landschappen te tekenen. Zo maakte hij in het Gooi vier panorama's Vier gezichten van de Tafelberg naar Laren. Cats tekende deze voor Pieter Cornelis Hasselaer, bewoner van kasteel Groeneveld in Baarn. De tekeningen van de Tafelberg (Gooi) bevinden zich in de collectie van het Rijksmuseum met nog zestig andere tekeningen van zijn hand.

## Panorama met gezichten vanaf de Tafelberg

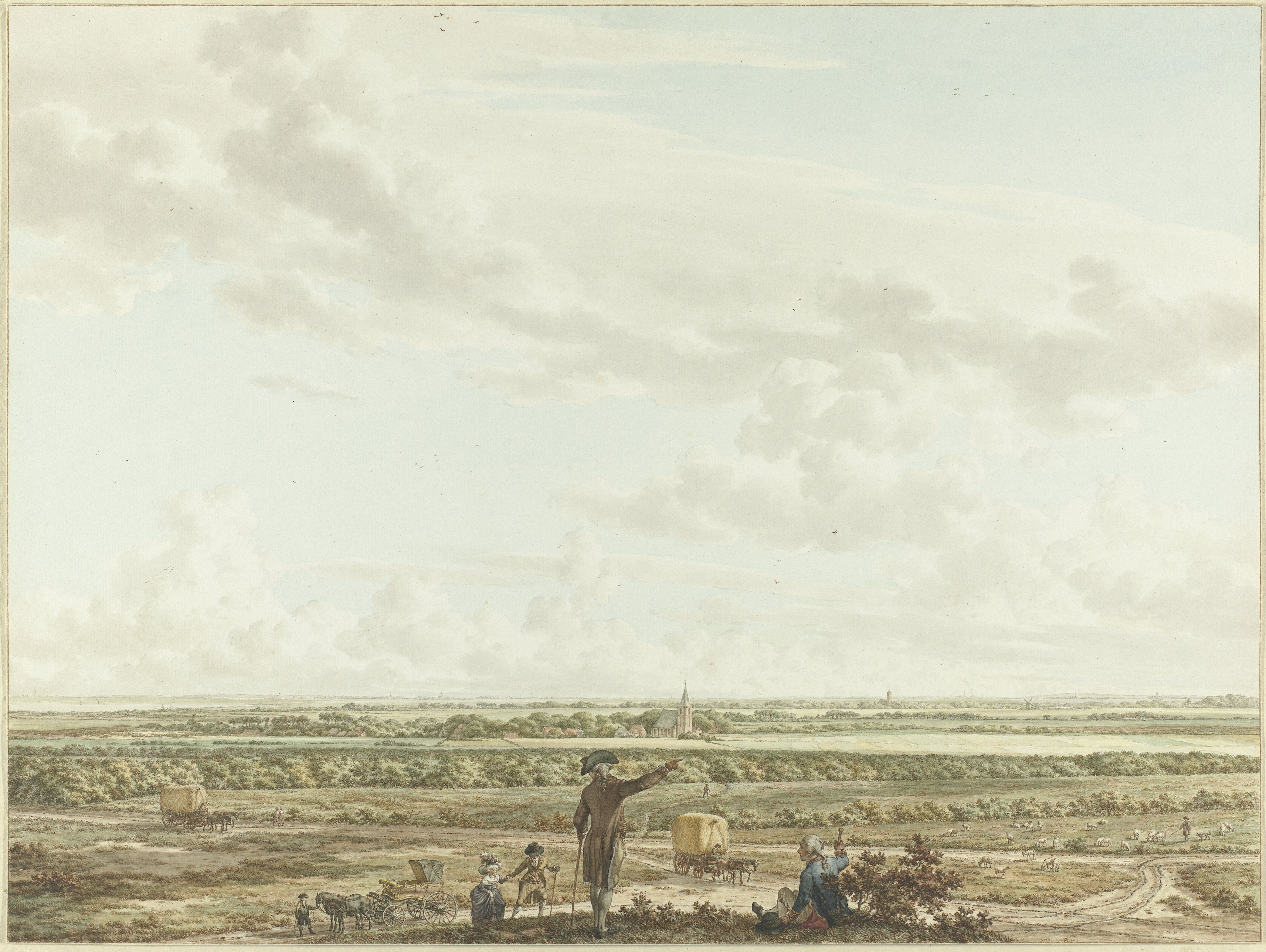
op de voorgrond Blaricum
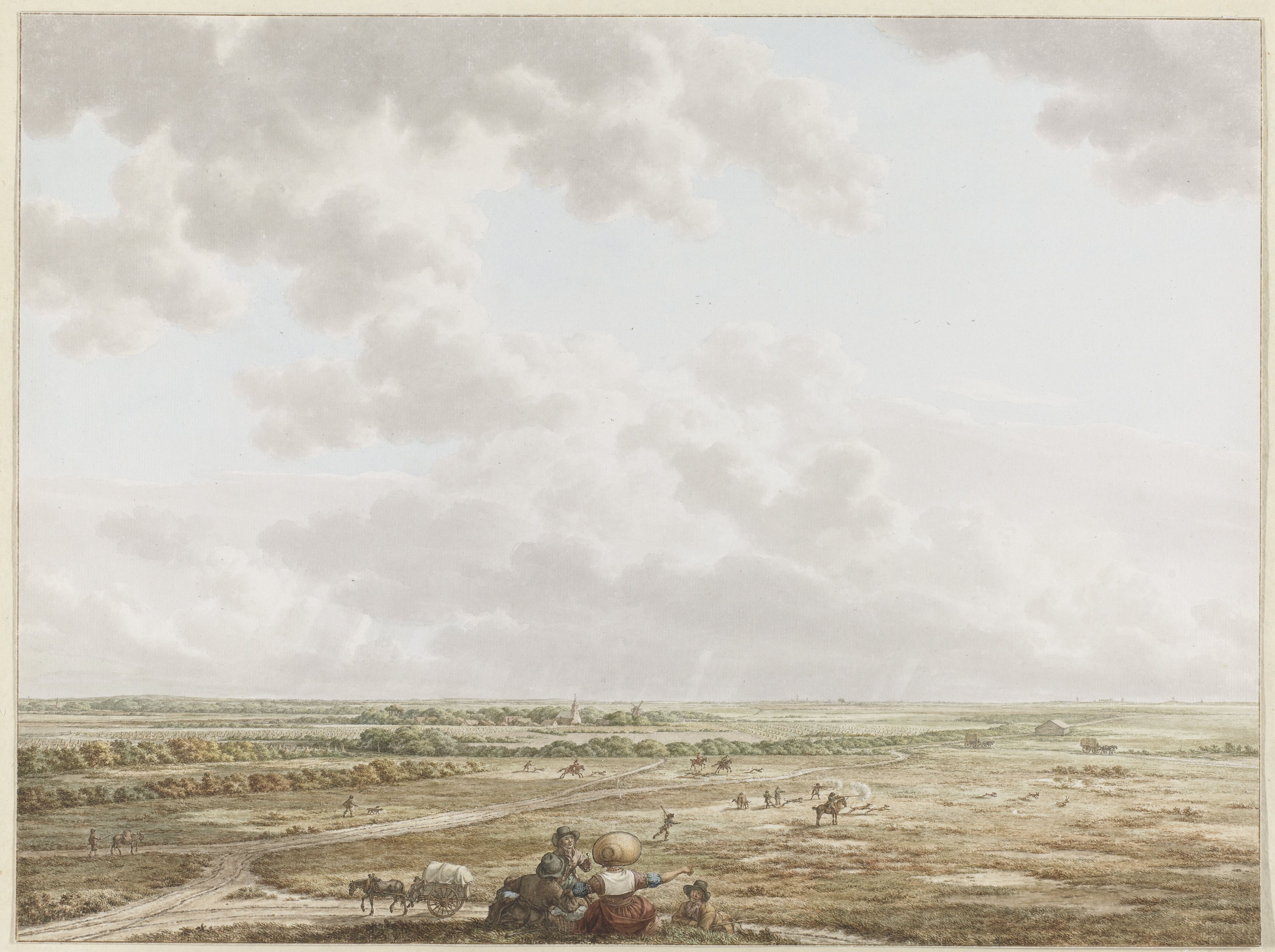
op de voorgrond Laren
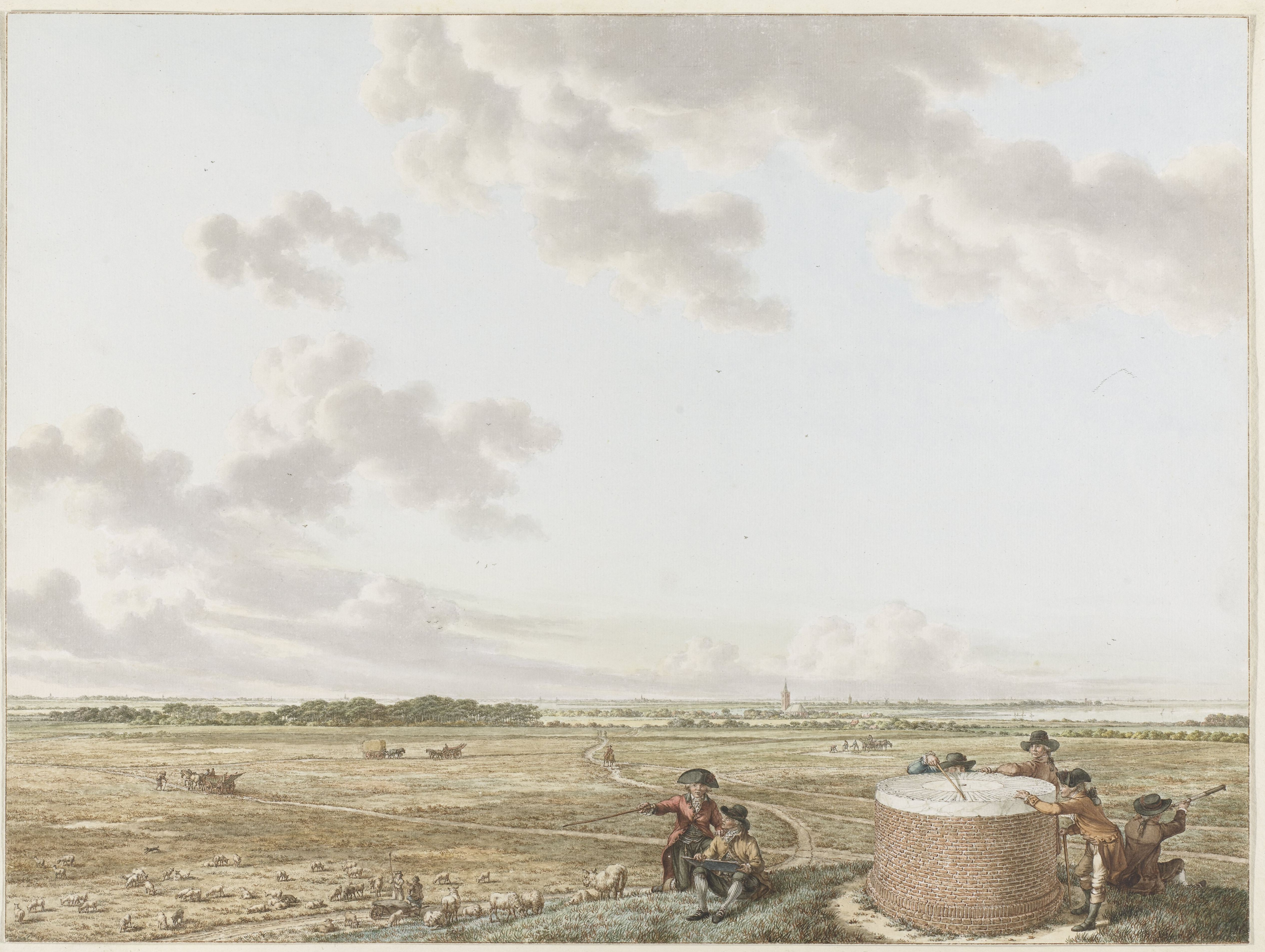
links Craayloos' Bosch en rechts de 'tafel'
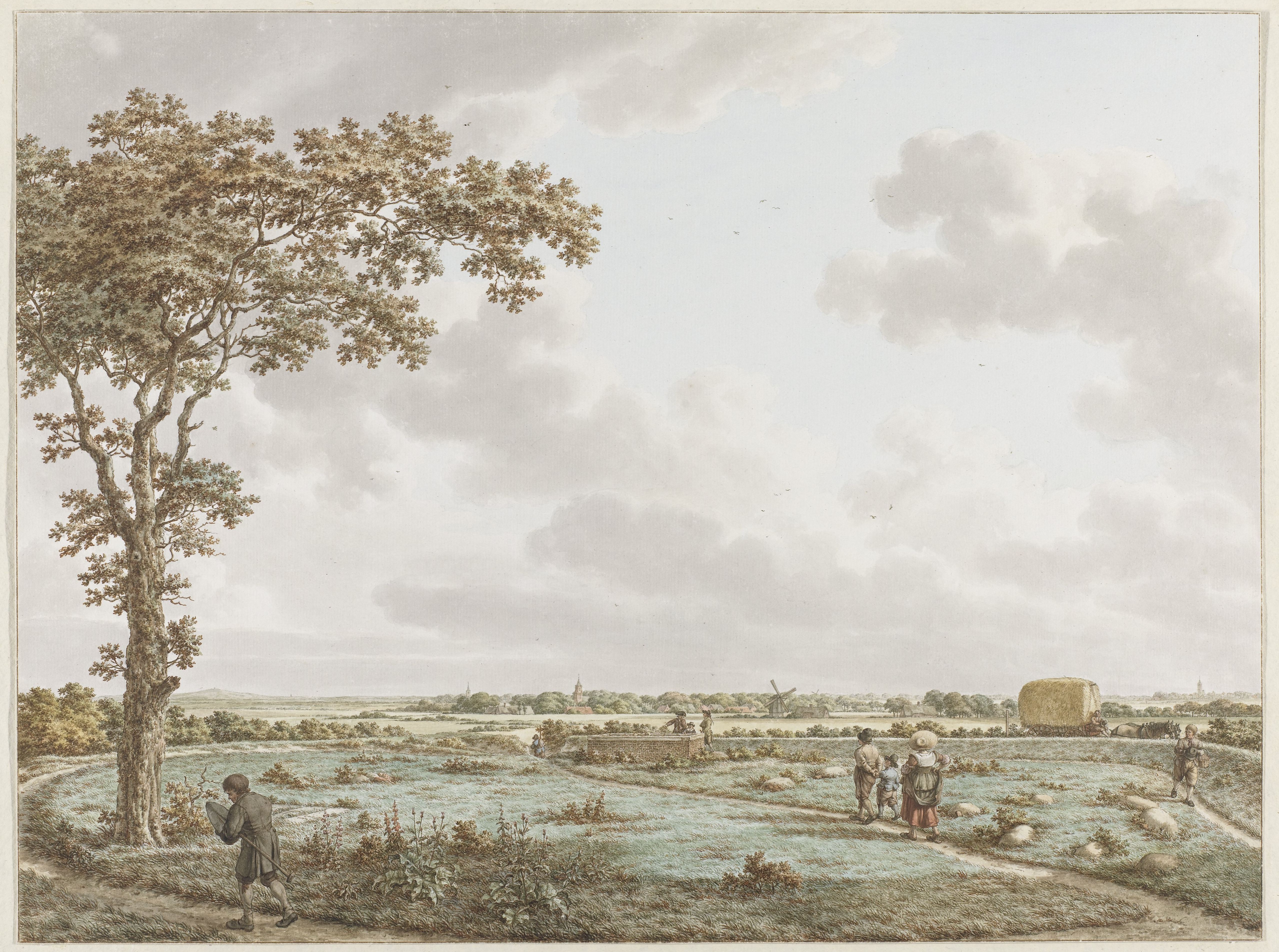
op de voorgrond de Tafelberg zelf